# 金田平五郎
金田 平五郎（かねだ へいごろう、1838年8月13日（天保9年6月24日） - 1921年（大正10年）7月20日）は、日本の政治家、衆議院議員（1期）。

## 経歴
能登国羽咋郡中沼村(のち石川県羽咋郡南大海村→高松町→かほく市)出身。漢学を学ぶ。農業を営み、1860年には中沼村、次いで夏栗村、更に二ツ屋村の肝煎となる。1873年、石川県第4区小1区戸長、1889年、南大海村会議員、所得税調査委員、1891年、連合村会議員、同年、羽咋郡会議員、1897年、石川県会議員となる。
1898年8月の第6回衆議院議員総選挙において石川3区から憲政党公認で立候補して当選した。1902年の第7回衆議院議員総選挙は不出馬。1909年に死去した。